# 血の4月
血の4月（ちのしがつ、英語: Bloody April）とは、第一次世界大戦中の、イギリス陸軍航空隊（RFC）にとっての1917年4月をいう。この月、RFCは、ドイツ帝国軍航空隊（Luftstreitkräfte）により、与えた損害の3倍という甚大な損害を被った。しかし、RFCの基本任務である地上軍の攻勢の支援は継続された。

## 背景
1917年4月、連合軍は呼応して攻勢（ニヴェル攻勢）を仕掛けた。イギリス軍は北フランス、アルトワ地方のアラスを攻め、フランス軍はエーヌ川において前進を試みた。空軍に求められたのは支援、特に偵察と弾着観測による砲兵支援の提供だった。
アラスの戦いは1917年4月9日に開始された。RFCはその支援のために25個飛行隊365機を用意し、その3分の1は戦闘機（当時の呼び方ではスカウト）だった。ドイツが当初配備していた「Jasta」（戦闘機隊）は5個にすぎなかったが、戦闘の進展により8個まで増強され、作戦可能な戦闘機は合計で約80機となった。
1916年9月以降、ドイツは西部戦線に強力なアルバトロスD.IIとD.IIIを登場させて、イギリス・フランスの非力なB.E.2c、F.E.2bやソッピース1½ ストラッターなどの複座偵察・爆撃機を護衛する戦闘機を圧倒し、航空優勢をめぐる恒常的な争いにおいて優位を保っていた。連合軍の戦闘機隊が装備していたのはエアコー DH.2、F.E.8のような時代遅れの推進式戦闘機や、やはりドイツ機に圧倒されたニューポール 17などであった。アルバトロスに対抗できるのはSPAD S.VII、ソッピース パップ、ソッピース トライプレーンのみであったが、これらはまだ数が揃わず、しかも戦線全域に分散していた。連合国側の新世代戦闘機はまだ準備が整っておらず、唯一、RFCの第56飛行隊がS.E.5を装備して稼働可能なのみだった。4月中にはブリストル F.2aも第48飛行隊とともにデビューしたが、その最初のパトロールでマンフレート・フォン・リヒトホーフェン率いる第11戦闘機隊（Jasta11）と遭遇し、6機中4機を撃墜されるという大損害を被った。

## 結果
1917年4月の1カ月の間に、イギリスは245機の航空機を失い、搭乗員も、戦死または行方不明211、捕虜108という損害を出した。ドイツ航空隊の損失はすべてを合計しても66機に過ぎなかった。ちなみに1916年のソンムの戦いの5ヵ月間にわたる激戦でのRFCの犠牲者は576人である。リヒトホーフェンの指揮のもと、ドイツの第11戦闘機隊（Jasta 11）はイギリスの全損失の3分の1以上にあたる89機の撃墜を記録した。
この4月は、RFCの運命にとってまさに最悪の月であった。しかし、その損失にもかかわらず、ドイツ航空隊は、RFCがその主たる目的を実行するのを阻止することはできなかった。RFCはアラスの戦いの期間を通して最新の航空写真、偵察情報と阻止爆撃によって陸軍の支援を継続した。ドイツ航空隊はその優勢にもかかわらず、ほとんどの場合自らの前線の後方で、防御的に運用された。ドイツ戦闘機隊は航空優勢こそ我がものとしたが、戦場上空を支配したのではなかったのである。
2ヵ月のうちに、新技術を取り入れた先進的世代の戦闘機（S.E.5、ソッピース キャメル、SPAD S.XIII）が大量に戦線に投入され、酷使され続けた「Jasta」を速やかに圧倒した。鈍足な偵察機や弾着観測機に対し、戦闘機の有効な護衛が再び提供されるようになったことにより、RFCの損失は減少し、ドイツの損失は増大した。
この期間は実質的にドイツが航空優勢を確保した最後であり、以後、その度合いにばらつきはあるものの、戦争終結まで連合国側が空を支配し続けることとなった。

## 参考資料
- Bloody April, Black September, Norman Franks, Russel Guest and Frank Bailey (1995, Grub Street) ISBN 1-898697-08-6
- Bloody April, Alan Morris (1968, Arrow Books)